# Октябрьский (Майкопский район)
Октя́брьский (адыг. Чъэпогъу) — хутор в Майкопском муниципальном районе Республики Адыгея России. Входит в состав Кировского сельского поселения.

## Население
| 2002 | 2010 | 2013 | 2014 | 2015 | 2016 | 2017 |
| ---- | ---- | ---- | ---- | ---- | ---- | ---- |
| 129  | ↘53  | ↘49  | ↗52  | →52  | ↗53  | ↘51  |
| 2018 | 2019 | 2020 | 2021 | 2023 | 2024 |      |
| ↗52  | ↗56  | ↘52  | ↘48  | ↘47  | ↘43  |      |

По данным Всероссийской переписи населения 2021 года:
| Народ   | Численность, чел. | Доля от всего населения, % |
| ------- | ----------------- | -------------------------- |
| русские | 33                | 68,75 %                    |
| армяне  | 15                | 31,25 %                    |
| всего   | 48                | 100,0 %                    |

## Улицы
- Октябрьская,
- Северная,
- Южная.